# Piperița
Piperița (în bulgară Пиперица) este un sat în Obștina Sandanski, Regiunea Blagoevgrad, Bulgaria.

## Demografie
Componența etnică a satului Piperița
     Bulgari (95,65%)
     Nicio identificare (4,34%)
     Altele (0%)
La recensământul din 2011, populația satului Piperița era de 23 locuitori. Din punct de vedere etnic, majoritatea locuitorilor (95,65%) erau bulgari. Pentru 4,34% din locuitori nu este cunoscută apartenența etnică.